# Christian Eigner
Christian Eigner (Vienna, 3 marzo 1971) è un batterista austriaco.
È un musicista turnista che ha suonato in oltre 300 album. Ha partecipato in numerose tournée con i Depeche Mode dal 1997, suonando la batteria, collaborando con loro occasionalmente.
Ha infatti scritto, insieme a Dave Gahan, tre canzoni di Playing the Angel (tra cui il singolo Suffer Well), tre canzoni di Sounds of the Universe (tra cui il singolo Hole to Feed), due canzoni di Spirit e l'album Hourglass di Gahan stesso.
Durante il Tour of the Universe ha inoltre suonato il sintetizzatore nel brano "Waiting for the Night", contenuto nell'album Violator. Ha, infine, pubblicato un album da solista, Recovery.